# Ďábel nenosí Pradu
Ďábel nenosí Pradu (v anglickém originále The Devil Wears Nada) je 5. díl 21. řady (celkem 446.) amerického animovaného seriálu Simpsonovi. Scénář napsal Tim Long a díl režírovala Nancy Kruseová. V USA měl premiéru dne 15. listopadu 2009 na stanici Fox Broadcasting Company a v Česku byl poprvé vysílán 30. září 2010 na stanici Prima Cool.

## Děj
Epizoda začíná na večírku při příležitosti odchodu do důchodu současného vedoucího sektoru 7G ve Springfieldské jaderné elektrárně. Zrovna když Homer, Lenny a Carl oslavují osvobození od dohledu, přijde majitel elektrárny pan Burns a vybere Carla jako nového vedoucího poté, co rychle usoudí, že je jediným částečně kompetentním zaměstnancem ze všech tří. Mezitím se Marge a její dobročinná skupina ve snaze získat peníze rozhodnou následovat příkladu springfieldského policejního oddělení a pózovat pro „sexy“ kalendář s historickou tematikou. Ve fotoateliéru však Marge jako Babe Didrikson Zahariasová nechce ukázat svou kůži. Fotograf Julio ji uvolní červeným vínem a ona nakonec odhalí víc, než plánovala. O Marge a jejích erotických pózách se brzy začne mluvit jako o nejžhavějším tématu ve městě. 
V továrně Carl udělá z Homera svého nového výkonného asistenta. Toho večera se Margino libido napumpované pozitivními ohlasy mužské populace na její kalendář rozproudí, ale Homer je příliš přepracovaný a vyčerpaný, než aby ji uspokojil. Tato situace se stává nešťastným trendem a Marge se cítí ignorována. Homer se to snaží vynahradit tím, že Marge vezme do hotelu. Během jejich pokusu o společnou romantickou noc Homerovi zavolá Carl a sdělí mu, že jedou na služební cestu do Paříže. Když druhý den ráno Homer opouští dům Simpsonových, frustrovaná Marge hodí po jeho odjíždějícím taxíku palici a místo něj omylem srazí souseda Neda Flanderse a na omluvu ho pozve i s dětmi na rodinnou večeři. 
V Paříži se Carl skvěle baví flirtováním s krásnou ženou a prozradí Homerovi, že má v plánu prodloužit jejich pobyt na neurčito. Homer je zdrcený a opuštěně se prochází ulicemi, kde mu všechno připomíná Marge. Ve Springfieldu se Bart s Lízou opovrhnou Marginou večeří a Ned se u ní objeví sám, protože Rod a Todd dostali domácí vězení. Nevinná večeře se brzy změní v romantickou a Marge a Ned se málem políbí, ale krátce před polibkem Marge nezahlédne v Nedových brýlích svou svatební fotografii a uvědomí si, že by to nebylo správné. Homer mezitím donutí Carla, aby mu vrátil jeho starou práci, tím, že odhalí, že žena, se kterou Carl flirtuje, je ve skutečnosti Carla Bruniová, manželka Nicolase Sarkozyho, francouzského prezidenta. Homer přijde domů právě ve chvíli, kdy Marge dává Nedovi dobrou noc, a Homer s Marge se konečně nerušeně pomilují.

## Produkce
Díl napsal Tim Long a režírovala jej Nancy Kruseová. Částečně vychází z filmu Ďábel nosí Pradu, zejména ze scén, v nichž vystupuje přepracovaný a přetěžovaný Homer. Epizoda byla odvysílána krátce poté, co se postava Marge objevila na obálce skutečného časopisu pro dospělé Playboy. Výkonný producent Al Jean řekl deníku Toronto Sun, že tato epizoda byla „tak trochu odkazem na nedávné setkání Marge s Playboyem“. Jean však vysvětlil, že scenáristé přišli s dějem dílu více než rok před jejím odvysíláním a tehdy ještě nevěděli, že se Marge stane dívkou z obálky Playboye. Jean uvedl, že to byla „nezávislá nabídka od Playboye. Ale řekli jsme si, že abychom byli chytří, měli bychom pravděpodobně nechat epizodu a Marginu obálku vyjít ve stejnou dobu.“ V souvislosti s explicitní dějovou linií Marge v dílu Jean poznamenal, že štáb Simpsonových je „vždycky trochu nervózní, když posouváme hranice nebo děláme něco neobvyklého, a obvykle si myslím, že právě v tom děláme naše nejlepší věci, a tato epizoda je rozhodně jedním z takových případů“.

## Přijetí
Během původního vysílání dílu na stanici Fox ve Spojených státech 4. listopadu 2012 jej sledovalo přibližně 9,04 milionu diváků. V demografické skupině diváků ve věku 18–49 let epizoda získala rating 4,2 a podíl 10. Byl to druhý nejlépe hodnocený televizní seriál v časovém slotu od 20.00, hned po Football Night in America.
Od svého odvysílání získal díl smíšené hodnocení od televizních kritiků. 
Jason Hughes z AOL TV ohodnotil epizodu pozitivně a poznamenal, že „všechno v dílu fungovalo, od Margina sexy kalendáře až po roli Neda Flanderse v závěrečných okamžicích“. Dodal, že podle něj epizoda obsahovala „srdce, které mi celou řadu chybělo. V dílu dominovala láska mezi Homerem a Marge, která přicházela ve stejné síle z obou stran.“ Hughes dospěl k závěru, že díl obsahoval „dobré momenty pro humor“ a že byl „dokonale vyvážený, napsaný a provedený“.
Emily VanDerWerffová z The A.V. Clubu udělila epizodě hodnocení C+. Poznamenala, že vzhledem k tomu, že už bylo natočeno tolik dílů o manželských problémech Homera a Marge, je pokaždé těžší udělat díly emotivní. VanDerWerffová dodala, že „zatímco odvrácená strana obvyklé sexuální dynamiky manželů měla v sobě několik slibných vtipů, a zatímco se objevily obvyklé vtipné gagy na pohled a jednohubky, celek epizody působil vyčpěle. (…) Není možné, aby se Homer nebo Marge někdy navzájem podvedli, a to činí takový příběh v podstatě nudným.“
Robert Canning z IGN udělil epizodě hodnocení 6,2 z 10 a označil ji za zklamání. Komentoval to slovy, že se mu první dějství dílu líbilo, protože mělo spoustu potenciálních zápletek, ale od té doby to šlo z kopce a začalo to být nudné. Canning dodal: „Byl to další případ, kdy se seriál vrátil ke známým dějovým liniím. Je těžké se od nich oprostit, protože jde o manželský pár a v podstatě je to sitcom. Bohužel díl nepřináší příběhu nic nového.“ Podobně jako VanDerWerffová i Canning nepovažoval epizodu za příjemnou, protože bylo zřejmé, že Marge a Ned nebudou mít „noc plnou vášně“, jelikož „Marge je příliš milující manželka a Ned je příliš dobrý křesťan“.

### Reakce ve Francii
V dílu satiricky vystupují francouzský prezident Nicolas Sarkozy a jeho manželka Carla Bruniová. V epizodě je Carl osloven Bruniovou na recepci v Elysejském paláci, oficiálním sídle prezidenta, kde mu řekne, že se chce „milovat, a to hned“. Homer později Carlovi prozradí, že žena, se kterou se stýká, je Bruniová, a pohrozí mu, že to řekne Sarkozymu, pokud nedostane zpět svou starou práci. Carl nevěří, že to Homer řekne, a tak Homer zavolá Sarkozymu, jenž jí sýr a pije červené víno ve své kanceláři s Bruniovou). Jakmile Sarkozy zvedne telefon, Carl se vzdává a Homer hovor pokládá.
Na rozdíl od jiných vysoce postavených politiků, jako je Tony Blair, kteří v Simpsonových hostovali, dvojice ve skutečnosti nepropůjčila do pořadu svůj hlas a vystoupení bylo natočeno bez jejich svolení. Agentura France-Presse napsala, že v důsledku toho šlo o „drsnější“ parodii ve srovnání s parodiemi na lidi, kteří v pořadu poskytli svůj vlastní hlas. Francouzský list Le Figaro uvedl, že byla charakterizována jako „nymfomanka s přehnaným francouzským přízvukem“. Bruniová již dříve přitahovala pozornost médií ve Spojených státech kvůli mnoha údajným partnerům a milencům. Reportér pařížského deníku The Times Charles Bremner napsal, že v dílu byla její „sirá dřívější image přítelkyně rockových hvězd zesměšněna“.
Klipy na YouTube a Dailymotion ukazující vystoupení Sarkozyho a Bruniové se staly internetovými hity. Podle agentury France-Presse camea „prošla ve Francii v podstatě bez povšimnutí, dokud zpravodajské weby nezačaly odkazovat na pirátské klipy z dílu a nevyvolaly rozruch, který jen na stránkách Dailymotion zaznamenal více než 117 000 zhlédnutí fanoušků. O den později měl klip na serveru Dailymotion 440 000 zhlédnutí. Reakce francouzských diváků na klipy byly smíšené. Mluvčí Bruniové také nereagovala na žádosti o komentář, ale Bremnerová uvedla, že Bruniová se „na otázku o pořadu zasmála“.
Francouzský zpravodajský web Rue 89 komentoval epizodu slovy, že poskytla scenáristům dobrou příležitost zesměšnit všechna francouzská klišé, včetně přízvuku, sýra, líbání na tváře mezi muži a údajné nymfomanie.